# خربة الشجرة
خربة الشجرة قرية أثرية مساحتها حوالي 10 دونمات، وارتفاعها 570 متر عن سطح البحر، تقع على قمة جبل إلى الشمال من مدينة سلفيت. وهي منطقة تعود تقريباً لفترة العصر الحديدي الأول والثاني. تحتوي على أبنية قد دمرت، وبرج له نوافذ إلى الغرب، وصهاريج منقورة في الصخر، وتعد من أقدم الخرب الأثرية في محافظة سلفيت.

## التسمية
سميت بخربة الشجرة، نسبة إلى شجرة البلوط الكبيرة والقديمة التي كانت تفصل الخربة إلى جزئين: شرقي وغربي.

## وصف عام
تقع الخربة على قمة جبل متصل من الجهتين الشرقية والغربية، شديد الانحدار من الجهة الشمالية والجنوبية وتقسم هذه الخربة إلى قسمين هما:
الجزء الغربي: وهو الأكبر من ناحية المساحة. محاط بسور مبني من الحجارة الكبيرة، يتخلل السور ثلاثة مداخل إحدها يقع في الجهة الجنوبية، ويقابله مدخل في الجهة الشمالية، يفصل قسمي الخربة طريق ترابي، في منتصفها شجرة البلوط. وإلى جانبها ذلك يوجد بئر ماء محفورة في الصخر، وقصور بالشيد المخلوط مع حصي الوادي ويتخلل السور من الجهة الغربية مدخل آخر، ويقع إلى جواره برج له نوافذ تفتح على جهة الغرب.
يلاحظ في الجزء نفسه إنشاءات معمارية متعددة الوظائف، وبيوت توزيعها غير منتظم يفصل بينها أزقة وشوارع. وقد شيدت البيوت التي يتعذر معرفة تاريخ بنائها من حجارة متوسطة الحجم بمداميك أفقية منتظمة، وتشير بقايا بعض هذه الجدران إلى أن البيوت كانت مقصورة من الداخل بالشيد وحصى الوادي الصغير.
أما الجزء الشرقي: وهو الأصغر حجما. محاط بسور مشابه للسور في الجزء الغربي، أما الأبنية فيه فهي تختلف من حيث السعة والحجم، يفصل بينها أزقة وطرق مرصوفة بالحجارة، والبيوت مبنية من الحجارة الكبيرة والمشذبة بمداميك أفقية، ويحتمل أن هذا الجزء استخدمته طبقة ميسورة الحال.

## الإهمال والتدمير
تسبب التوسع الاستيطاني في مستوطنة «أرئيل» شمال مدينة سلفيت وبناء جدار الفصل العنصري؛ بحرمانها من امتداد أثري تابع لها وهو خربة الشجرة الواقعة شمالها، حيث حصرها وعزلها الجدار بشكل كامل وكلي، وحولها إلى خراب لعدم السماح بدخولها. بين الفينة والأخرى، تتعرض الخربة للنبش والسرقة من لصوص الآثار الإسرائيليين.